# 古賀侗庵

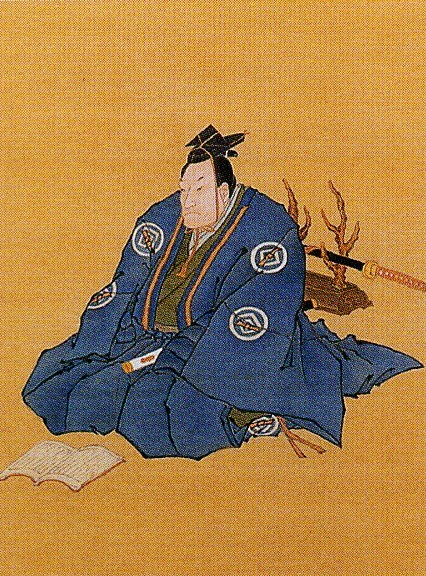
古賀侗庵

古賀 侗庵（こが どうあん/とうあん、天明8年1月23日〈1788年2月29日〉 - 弘化4年1月30日〈1847年3月16日〉）は、江戸時代後期の朱子学者、昌平黌儒者。本姓は劉氏。諱は煜（あきら）、通称は小太郎、字は季曄（きか）、侗庵・蠖屈居・古心堂と号す。昌平黌儒者にして寛政の三博士の一人である古賀精里の三男。兄の古賀穀堂は佐賀藩主鍋島直正（閑叟）の教育係、藩校弘道館教授。子の古賀謹一郎も昌平黌儒者。昌平黌儒者は当時の学問世界の頂点の地位であったが世襲ではなく、三代連続の就任は空前絶後であった。

## 経歴
天明8年（1788年）に佐賀に生まれる。幼い時から父の精里に従って学問を好み、諸子百家に通じる。
寛政8年（1796年）、父が幕府の儒官となった時に江戸に移住。
文化6年（1809年）昌平黌儒者見習に抜擢され200俵を賜る。『擬極論時事封事』で露寇事件、フェートン号事件を受けての海防論を展開。
文化11年（1814年）、『殷鑒論』『俄羅斯情形臆度』を記す。文化12年（1815年）、昌平黌の学生向け読書リスト『読書矩』『壺範新論』を記す。
文化14年（1817年）昌平黌儒者に昇進。
文政7年（1824年）、『腐儒論』『理財論』『物窮則変説』を記す。文政8年（1825年）、『兵学者流』を記す。
文政8年（1825年）～天保15年（1844年）に『侗庵新論』1～170巻、天保9年（1838年）～天保11年（1840年）に『海防臆測』1～56巻を記す。
天保12年（1842年）、『阿片醸變記』を記す。天保14年（1843年）、『窮理説』を記す。天保15年（1844年）、『儗論外夷互市封事』を記す。
弘化4年（1847年）正月に没す。享年60。大塚の先儒墓地に葬る。蔵書印は「古賀氏家蔵記」「古心堂」「乃余巻楼散佚再購之印」など。

## 人柄・学風

### 学問領域
侗庵は朱子学者だが極めて好奇心旺盛で、その学問領域は朱子学に止まらず、老荘、法家などの中国古代諸子百家はもちろん、朱子学に批判的な陽明学や経世致用の学、考証学、事功学派などの領域にも及ぶ。変わったところでは河童の研究までしており、その博覧強記ぶりは群を抜いていた。さらに大槻玄沢や渡辺崋山などの蘭学者とも親交があり、彼らから外国の地理、歴史をはじめ最近の西欧諸国の学問・技術の発展ぶり、侵略・植民地獲得活動の情報も得てる。彼は朱子学を絶対視せず、その合理的思考方法、義を重んじる点については尊重したが、自国中心思想である中華思想に対しては厳しく批判した。また、儒学者が外国事情を知ろうともせず、時代遅れの議論に拘泥していることについては極めて批判的であった。 

### 侗庵の海防論
彼の生まれた18世紀後半はヨーロッパで産業革命やフランス革命が勃発するなど世界史の大きな転換時期であった。日本はまだペリー来航前であったが、近海にロシア船やイギリス船が出没するようになり、1806年から翌年にかけてはロシア軍艦が樺太や択捉島を攻撃した露寇事件が、1808年にはイギリス船が長崎に侵入したフェートン号事件が起き、幕府に衝撃を与えた。こうした中で彼は早くから海外情勢の把握に努め、1838-40年に代表作『海防臆測』（全56章）を完成させている。その内容を略記すれば下記の通り。
- イギリス、ロシアを始めとして西欧諸国は武器や戦艦に優れ、積極的に海外侵略を行っており、南北アメリカ大陸、インド、アフリカ、東南アジアなど世界の殆どが植民地化されてしまっている。日本にも危機が迫っているし、海外事情に無関心で海防をおろそかにしている中国も危い。
- 今、日本が西欧諸国と海戦になったら、艦船、鉄砲の差は埋めがたく、どんな知将、勇将がいようとも百戦百敗するだろう。艦船、銃砲など西洋の先進的軍事技術導入による海防が急務である。
- 艦船の訓練のためには実際に海外へ航海することが必要である。そしてそこで貿易を行えば富国の助けにもなる。
- 防衛力が不十分な現状で、いつまでも開国や貿易の要求を拒絶し続けることは、かえって外国に戦争への口実を与えることになり危険である。
- 現在行っているような外国船への無条件の打払いや排斥は道理を欠いた行為であり、かえって外国からの軽蔑と反発を招く。

### 侗庵の世界観・思想と政治への影響
さらに『殷鑒論』などでは彼は公平な世界観を示す。朱子学では中国を文化や徳に優れた世界の中心＝中華と考え、周辺の国を文化レベルの劣るケダモノ＝夷狄と見る世界観を有するが、侗庵はこうした傲慢な華夷差別を批判し、人間は誰しも万物の霊長であるし、国の優劣は政治や文化の優劣によるもので固定的なものではない（機会平等）と主張し、中華、西洋、日本のいずれにも先天的な優劣をつけなかった。この批判は水戸学に典型的な、日本を神国と見て西洋をケダモノの国として排斥しようとする偏狭な尊皇攘夷思想への批判につながるものであった。

### 侗庵の女性解放論
侗庵は『壺範新論』で朱子学者の立場で以下のような女性解放論を述べている。
- 婦人にも才と学問を求めた。これは男は外、女は内という性的分業を前提にしながら、家政にもそれ相当の才が必要であるとし、また女に学問は不要とする議論は女を無知蒙昧のままに置いて馭しやすくしようとする法家の愚民観であって「人の治めやすき所以はその能く事理を識知する」ことにあるのを知らないものだと批判する。
- 遊女の悲惨な生活は座視し難いとして、廃娼論（岡場所＝私娼街の即時撤廃と吉原の段階的撤廃）を唱えた。
- 婦人の再婚を認め、殉死に反対した。これは儒教の典型的な貞女、節婦観を批判するものであった。
- 西洋の一夫一婦制を賞賛し、庶民は妾を禁止し一夫一妻とすること、武士は家の存続のため妾を認めるがその数は大名は2人、武士は1人までに制限することを主張した。

### 侗庵の思想の影響
侗庵の思想は、海外情勢および日本の危機的状況への正確な認識、中国の危機への予言、西洋技術導入による海防の必要性、むやみな外国排斥の危険性、積極的開国論、貿易による富国論、さらには公平な世界観など、極めて開明的、合理的なものであった。アヘン戦争やペリー来航以前にこのような思想を有する日本人がいたことに驚くばかりである。真壁仁『徳川後期の学問と政治』（名古屋大学出版会　2007年）によれば、彼のこうした思想は昌平黌での教育を通じて幕府の役人層の中に一定の積極開国派を形成し、ペリー来航後の開国につながってゆくことになった。また前田勉は『兵学と朱子学・蘭学・国学』（平凡社　2006年）において、「壺範新論」について明治初期の女子教育論、廃娼論、一夫一妻制といった女性解放の論点をすべて含んでおり先駆的なものであったとしている。
主な著作
※　侗庵の著作で現在印刷化・書籍化されたものはなく、手書きの原稿や写本が存在するだけであるが、それらは、国立国会図書館デジタルコレクション、国立公文書館デジタルアーカイブ、西尾市岩瀬文庫などで閲覧可能である。現代語訳については（https://doanakirakoga.hatenablog.com）参照。
海防臆測（全56編）　西欧諸国の武力や科学技術の優越、日本の軍事的危機、軍事の近代化や開国・貿易の必要性などを述べた侗庵の主著
侗庵新論（全191編）　主に中国の歴史上の故事に題材を採った随筆集。テーマは多岐にわたる。
殷鑑論（全10編）　中国の夜郎自大的な中華思想を厳しく批判した書。
腐儒論（全6編）海外の情勢に無関心で役立たずな儒学者や役人、兵学者をきびしく批判した書。
窮理説（全6編）朱子学には物事にはすべて存在理由や存在原理がありこれを窮めること、すなわち窮理を重視する一種の合理思想があった。ただしこれは主に倫理形而上学的方面で強調され、科学物理での窮理は軽視されてきた。侗庵は倫理形而上学的方面の窮理を「仁義道徳の窮理」科学物理方面の窮理を「名物器数の窮理」と名づけ、後者の重要性とそれに基づく武力の近代化の必要性を強調した。
壺範新論（全16編）女性教育の必要性、妾の数の制限、花街の禁止などを述べた書。
読書矩：昌平黌の学生向けの推薦図書リストであるが、大学、中庸などの朱子学のテキストの他、歴史書、博物誌、医薬学書、外国地理歴史書など314もの多種多様な書籍が並ぶ。寛政異学の禁以来、昌平黌では朱子学のみを教える原則であったが、リストの中には朱子学とは相反する陽明学や徂徠学、老荘思想に関する書物もあり、侗庵の博学振りと共に学生にも広く学ぶことを勧めていたことがうかがえる。また所々に学習の仕方についてのコメントが付されており、学生に対しては優しく親切であったことがうかがえる。

## エピソード
- 侗庵の蔵書蔵は「萬餘巻樓」と名付けられ蔵書数の多さは当時から有名であった。足代弘訓「伊勢の家苞」は江戸の蔵書数では昌平黌を第一とし、侗庵の萬餘巻樓を六番目に位置づけている。

## 参考図書
1. ↑  “佐賀市佐野常民記念館“儒家三代～古賀精里・穀堂・侗庵・謹一郎～”.   一般社団法人佐賀市観光協会. 2019年7月2日閲覧。
2. ↑  梅澤秀夫 編『早すぎた幕府御儒者の外交論　古賀精里・侗庵』出門堂、2008年。

　　3.奈良勝司　『明治維新をとらえ直す』有志舎　2018年
　　4.三谷博『維新史再考』NHKブックス　2017年
　　5.真壁仁『徳川後期の学問と政治』名古屋大学出版会　2007年
　　6.佐藤弘夫・平山洋編『概説日本思想史』（206頁　荻生茂博の解説）ミネルヴァ書房　2005年　
　　7.前田勉『兵学と朱子学・蘭学・国学』（平凡社　2006年）